# Fäuste – Du mußt um Dein Recht kämpfen
Fäuste – Du mußt um Dein Recht kämpfen (Originaltitel: Gladiator) ist ein Boxerfilm des Regisseurs Rowdy Herrington aus dem Jahr 1992 mit u. a. Cuba Gooding Jr., Brian Dennehy und Robert Loggia.

## Handlung
Der Schüler Tommy Riley zieht in einen anderen Stadtteil von Chicago und wird sowohl in der Schule als auch auf der Straße sofort von schwarzen Mitgliedern einer jugendlichen Bande provoziert. Prompt kommt es zu der ersten Schlägerei, aber Tommy kann sich mit seinen Fäusten erfolgreich zur Wehr setzen, da er selber ein ambitionierter Boxer ist.
Pappy Jack, ein Organisator von Boxkämpfen, ist zufällig bei einer Schlägerei anwesend und wird auf Tommy aufmerksam. Er wirbt Tommy an, um für seinen Boxstall zu kämpfen. Nach anfänglichem Zögern willigt Tommy schließlich ein, weil er das Geld dringend braucht, um die Spielschulden seines Vaters begleichen zu können. Fortan kämpft er für den profitsüchtigen Jimmy Horn, den Besitzer des illegalen Boxstalls.
Da Tommy ein guter Boxer ist, kann er die Kämpfe für sich entscheiden und das Preisgeld einstreichen. Als er jedoch gegen seinen Freund Abraham Lincoln Haines antreten soll, weigert er sich, da sich bei Lincoln ein Blutgerinnsel im Gehirn gebildet hatte – verursacht durch zu harte Boxschläge auf den Kopf. Doch Horn besteht auf den Kampf und ignoriert gleichzeitig die dringende Empfehlung des Arztes, Lincoln 60 Tage Boxkampfpause zu gewähren.
Als es zu dem Boxkampf kommt, entscheidet Tommy für sich, den Kampf abzubrechen, um das Leben seines Freundes, der bereits Familienvater ist, nicht zu gefährden. Lincoln will aber unbedingt den Kampf fortführen, auch weil er das Geld braucht. Schließlich lässt er sich aber von Tommy überreden und beschließt, den Boxstall für immer zu verlassen, um nicht mehr für Horn kämpfen zu müssen.
Horn will Lincolns Entschluss nicht akzeptieren und schlägt ihn mit einem gezielten Hieb aus dem Boxring. Daraufhin fordert Tommy Horn zum Kampf heraus. Sollte Horn gewinnen, will Tommy weiterhin für ihn kämpfen, verliert er aber, so ist Tommy frei. Horn willigt in diesen Handel ein, und es kommt unmittelbar zu dem Kampf zwischen den beiden. Schließlich kann Tommy Horn besiegen und ist frei.

## Kritik
„Das in düsteren Farben gehaltene Drama ist nicht immer glaubwürdig, aber ehrbar und anrührend gemacht. Und mit Robert Loggia als Box-Scout und Ossie Davis als Tommys Trainer ist es auch in den Nebenrollen gut besetzt.“

„Schauspielerisch und fotografisch überdurchschnittlicher Boxer-Film mit sozialkritischen Untertönen, der die Genre-Klischees allerdings nie entscheidend aufbricht.“